# Наливайко, Демьян
Демьян (Дамиан) Наливайко (? — 1627, Острог) — западнорусский православный писатель, поэт и полемист, просветитель, церковный деятель, старший брат Северина Наливайко. Принимал участие в крестьянско-казацком восстании 1594—1596 в Юго-Западной Руси под предводительством своего брата.
По преданию, его отец был скорняком из города Гусятина на Тернопольщине.
Демьян Наливайко обучался, а затем был преподавателем в Острожской славяно-греко-латинской школе. Служил священником домашней православной церкви князя К. Острожского. Был членом Острожского общества ученых и просветителей, борцов против католической экспансии и унии 1596 г.
Руководил работой типографий в Дерманском монастыре в с. Дермани на Волыни 1602—1605 г., и в Остроге (1607 г., 1612 г.). Позже переехал в Вильно, где стал одним из ведущих деятелей Виленского православного братства.
Умер в Остроге (теперь Ровненская область).

## Сочинения
Автор книг — «Проповіді про Івана Златоустого» (1607), «Охтаік, сиріч осмогласник» (1603—1604), «Лікарство на оспалий усмисл чоловічий» (1607) и др. Перевел на литературный русинский язык того времени памятник византийской литературы IX ст. «Тестамент цезаря Василия сыну своему Льву». В стихотворном комментарии к этому переводу писал, что о человеке надо судить не по происхождению, а по образованию.

## Ссылка
- Яворницкий Д. И. История запорожских козаков. — Киев: Наукова думка, 1990. — Т. 2. — С. 499.
- Стихи Дамиана Наливайко